# Miss Fatty's Seaside Lovers
Miss Fatty's Seaside Lovers er en amerikansk stumfilm fra 1915 af Fatty Arbuckle.

## Medvirkende
- Roscoe 'Fatty' Arbuckle
- Joe Bordeaux
- Edgar Kennedy
- Harold Lloyd
- Billy Gilbert